# Gemeinde Rengshausen
Die Gemeinde Rengshausen war eine kurzzeitig bestehende Großgemeinde im ehemaligen nordhessischen Landkreis Rotenburg. Sie wurde im Zuge der Gebietsreform in Hessen am 31. Dezember 1971 durch den Zusammenschluss der bis dahin selbstständigen Gemeinden Hausen, Lichtenhagen, Nausis, Nenterode und Rengshausen gebildet.
Am 1. Januar 1974 wurde die Gemeinde Rengshausen, bei der Bildung des Schwalm-Eder-Kreises, mit den Gemeinden Berndshausen und Niederbeisheim kraft Landesgesetz in die Großgemeinde Knüllwald eingemeindet. Für alle ehemaligen Gemeinden wurden Ortsbezirke eingerichtet.